# Sepmeries
 Sepmeries là một xã ở tỉnh Nord ở miền bắc nước Pháp. Xã này có diện tích 5,99 km², dân số năm 1999 là 523 người. Xã nằm ở khu vực có độ cao trung bình 76 mét trên mực nước biển. 